# Province de Nador
La province de Nador est une subdivision à dominante rurale de la région marocaine de l'Oriental. Elle tire son nom de son chef-lieu, Nador. La province fait partie du Rif Oriental avec la province de Driouch et de Taourirt.

## Géographie

### Situation
La province de Nador, d'une superficie de 326 300 ha, est située au nord-est du Maroc, dans la région montagneuse du Rif. Elle est limitée :
- au nord par la mer Méditerranée ;
- à l'est par la province de Berkane (région de l'Oriental) ;
- au sud par les provinces de Taourirt (région de l'Oriental) et de Guercif (région de l'Oriental) ;
- à l'ouest par la province de Driouch (région de l'Oriental).

La ville de Melilla (préside espagnol), sur la côte méditerranéenne, forme une encoche au sein de son territoire.

### Urbanisation
La province de Nador comporte dix villes : sept municipalités (Nador, Azeghanghan, Bni Ansar, Al Aaroui, Zaïo, Selouane et Ras El Ma) et trois centres urbains de communes rurales (Ihddaden, dans la commune d'Ihaddadene, ainsi que Aït Chiker et Tiztoutine, dans les communes du même nom).

## Administration et politique

### Découpage territorial
Selon la liste des cercles, caïdats et communes de 2009, la province de Nador est composée de 23 communes dont :
- 7 communes urbaines (ou municipalités) : Nador, le chef-lieu, Zeghanghane, Beni Ensar, Al Aaroui, Zaïo, Selouane et Ras El Ma ;
- 16 communes rurales rattachées à 8 caïdats, eux-mêmes rattachés à 2 cercles :
  - cercle de Guelaia :
    - caïdat de Bni Bouifrour : Bni Bouifrour, Ihaddadene et Iksane,
    - caïdat de Selouane : Bouarg,
    - caïdat de Bni Chiker : Iaazzanene et Aït Chiker,
    - caïdat de Bni Sidel : Bni Sidel Jbel et Bni Sidel Louta ;

  - cercle de Louta :
    - caïdat de Bni Bou Yahia : Hassi Berkane, Afsou, Tiztoutine et Bni Oukil Oulad M'Hand,
    - caïdat de Kabdana : Arekmane et Al Barkanyene,
    - caïdat d'Oulad Settout : Ouled Settout,
    - caïdat de Ras El Ma : Oulad Daoud Zkhanine.

## Démographie
De 1994 à 2004, selon les recensements, la population de la province de Nador est passée de 683 914 à 728 634 habitants.
À la suite du rattachement, en 2009, d'une vingtaine de ses communes à la nouvelle province de Driouch, sur la base des données communales du recensement de 2004, sa population est ramenée à 505 647 habitants.
| Municipalités | Population en 1994 | Population en 2004 |
| ------------- | ------------------ | ------------------ |
| Nador         | 112 450            | 126 207            |
| Al Aaroui     | 27 049             | 36 021             |
| Beni Ensar    | 23 897             | 31 800             |
| Zaïo          | 25 920             | 29 851             |
| Selouane      | 18 334             | 24 877             |
| Zeghanghane   | 19 012             | 20 181             |
| Ras El Ma     | 10 678             | 9 888              |

Remarque : Lors du recensement de 2004, Selouane et Ras El Ma étaient encore des communes rurales, avec des centres urbains respectivement composés de 9 211 et 4 532 habitants.

## Le chantier de l’hôpital de Nador (Selouane)
Le Centre hospitalier régional de Nador, dans la commune de Selouane, est toujours en construction. Selon un communiqué, il est en chantier depuis environ 8 ans, alors que les travaux devaient initialement durer seulement 3 ans .
Par ailleurs, un post de SOCOTEC Maroc (spécialisée dans le contrôle technique et l’ingénierie) illustre que les travaux pour cet hôpital progressent « à grand pas » et évoque une capacité prévue d’environ 250 lits pour le futur établissement

## Lieux de culte dans la province de Nador
La province de Nador compte plusieurs lieux de culte significatifs, majoritairement musulmans sunnites.
À Nador, la Mosquée Mohammed VI, également appelée Grande Mosquée, inaugurée en 2011, est l’un des édifices religieux les plus emblématiques de la ville. Elle peut accueillir jusqu’à 1 500 fidèles. À proximité, la Mosquée Hajj Mustapha constitue un autre lieu de prière et se distingue par son minaret, le plus haut de toute la région de l’Oriental, ce qui en fait un repère visuel et symbolique majeur.
Dans les communes de la province, plusieurs mosquées structurent la vie religieuse locale. À Aït Chiker, la Mosquée de Aït Chiker est un centre spirituel actif dans le Rif oriental. La ville d’Al Aroui abrite la Mosquée Mohammed VI d’Al Aroui, tandis que dans la localité de Farkhana, proche de la frontière avec Melilla, se trouve la Mosquée Mohammed VI de Farkhana, également construite dans le cadre du programme national de modernisation des lieux de culte.
Enfin, la ville de Nador conserve un lieu de culte chrétien : l’Église Santiago El Mayor, construite sous le protectorat espagnol. Elle témoigne de la diversité religieuse historique de la région. Par ailleurs, la province a connu, jusqu’au XXe siècle, une présence juive marocaine, aujourd’hui disparue, dont il subsiste peu de traces visibles dans l’espace public.

## Tourisme

### Sites naturels et historiques
La province de Nador offre une grande diversité de sites naturels et historiques, témoignages de son patrimoine géologique, militaire et économique.
- Mont Baraka (volcan de Tiztoutine) : situé à environ 25 km de Nador, ce volcan éteint constitue un relief géologique caractéristique du Rif oriental, offrant un intérêt pour la randonnée et l’étude du paysage volcanique local .
- Ruines de Rio Kert (Ruines de Ouled Atman) : vestiges d’un ancien poste fortifié ou colonial à proximité de l’oued Kert, encore visibles malgré leur état fragile et parfois utilisés par des visiteurs ou campeurs
- Mines de Ouixane (Jbel Ouixane) : autrefois exploitées de 1905 à 1984 pour leur minerai de fer et hématite, ces mines couvrent environ 36 km² et connaissent récemment une volonté de relance de la part de l’Office national des hydrocarbures et des mines
- Phare du cap des Trois Fourches : construit en 1909 à l’extrémité du cap, ce phare de 18 m émet quatre éclats blancs toutes les 20 secondes, visibles jusqu’à 35 km, et constitue un important repère pour la navigation en mer d’Alboran .
- Parc forestier (Poblaw) : situé dans la province, ce grand massif forestier de plus de 1 800 ha accueille une diversité faunistique (macaque de Barbarie) et floristique, en surplomb de la côte méditerranéenne .
- Complexe du Mont Vert : désigné localement comme zone touristique ou de loisirs dans les environs de Nador, en cours de développement, il reste encore peu documenté officiellement mais attire l’attention pour des aménagements naturels .
- Ruines du fort de Tozada, Gorogo et du fort de Regolariss, ainsi que ruines de la Kasbah de Selouane : anciennes fortifications en pisé ou en pierre, implantées autour de Selouane, Aït Chiker et environs, témoins d’un passé militaire colonial et rifain. Leur état ruiné reste visible sur le terrain et fait l’objet d’initiatives de conservation

### Habitat
Les maisons rifaines et amazighes se caractérisent par des constructions en pierre et terre, souvent décorées de motifs géométriques traditionnels, adaptées au climat et au mode de vie local. Ces maisons sont généralement construites en harmonie avec le relief montagneux, favorisant une organisation spatiale axée sur la communauté familiale et la protection contre les éléments naturels.

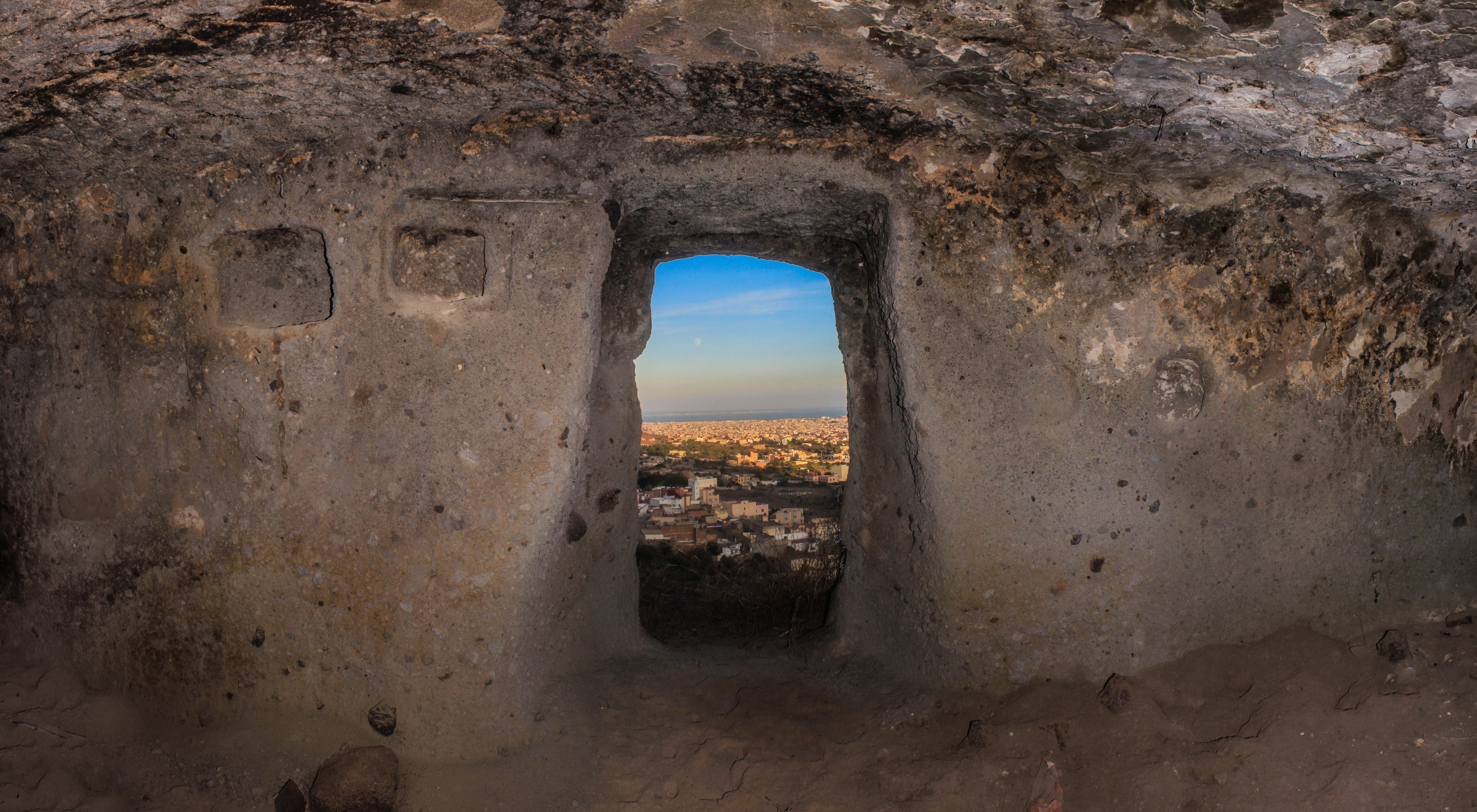
Ancienne maison rifaine.
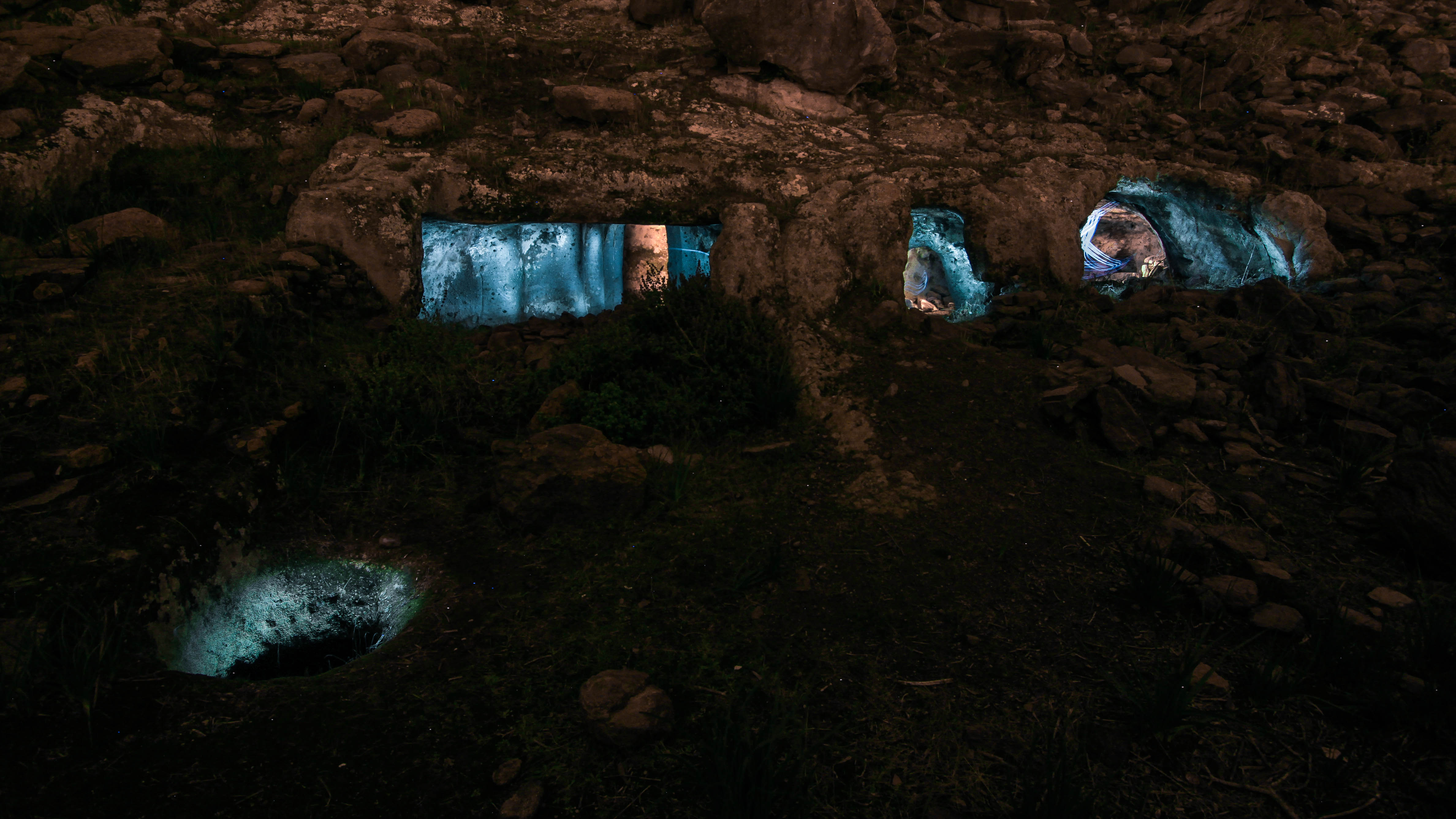
Ancien habitat amazigh.
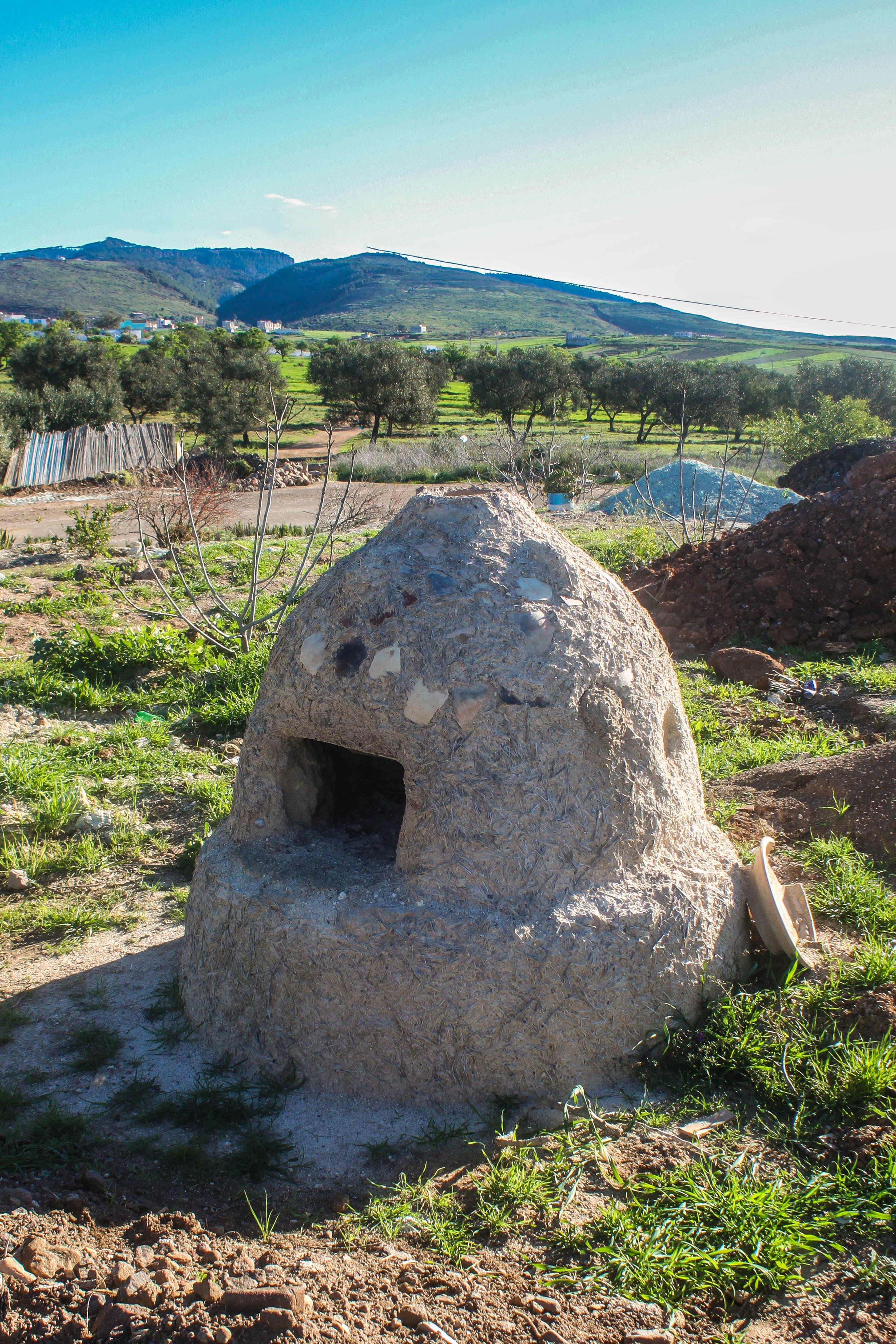
Ancien four.
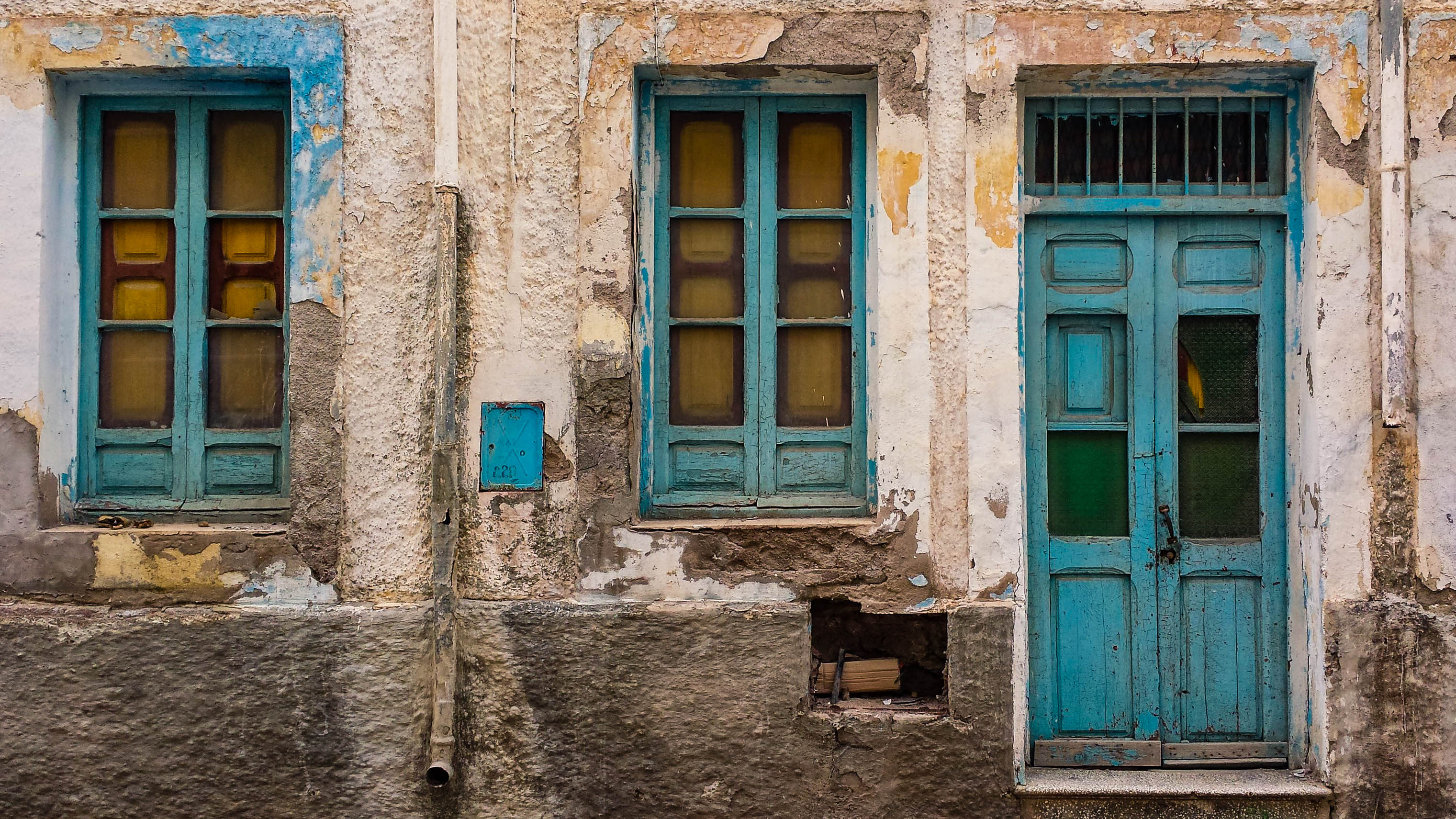
Ancienne maison espagnole.

L’influence espagnole, visible dans certaines architectures, est le fruit de la présence historique de l’Espagne dans la région, notamment à travers les anciennes présences coloniales et les échanges culturels. Ces bâtiments, souvent plus élaborés, se distinguent par des façades travaillées et des éléments architecturaux importés d’Europe.

## Personnalités de Nador
- Najat Vallaud-Belkacem femme politique, franco-marocaine. Porte parole du gouvernement français. Ministre de l'Éducation nationale, de l'Enseignement supérieur et de la Recherche et ministre des Droits des femmes. Ministre de la Ville, de la Jeunesse et des Sports, y est née en 1977
- Kamel Chouaref, Champion du Monde de Kick-Boxing, y est né en 1969.
- Ahmed El Mousaoui, Champion de France de Boxe, y est né en 1990.
- Housein El Ouardi, homme politique, Ministre de la Santé, y est né en 1950
- Mohamed Choukri, auteur, romancier, y est né en 1935.
- Najib Amhali, acteur et comédien néerlando-marocain, y est née le 4 avril 1971.
- Nabil Asmar, kick-boxeur, y est né en 1999.